# Antonio Giuseppe Caiazzo
Antonio Giuseppe Caiazzo (Isola Capo Rizzuto, Itália, 7 de abril de 1956) é um clérigo italiano e arcebispo católico romano de Matera-Irsina.
Antonio Giuseppe Caiazzo recebeu o Sacramento da Ordem pela Arquidiocese de Crotone-Santa Severina em 10 de outubro de 1981.
Em 12 de fevereiro de 2016, o Papa Francisco o nomeou Arcebispo de Matera-Irsina.O bispo de Noto, Antonio Staglianò, doou-lhe a consagração episcopal em 2 de abril do mesmo ano. Os co-consagradores foram o arcebispo de Crotone-Santa Severina, Domenico Graziani, o arcebispo de Benevento Andrea Mugione, o arcebispo de Potenza-Muro Lucano-Marsico Nuovo, Salvatore Ligorio, e o bispo de Lamezia Terme, Luigi Antonio Cantafora.